# 압뒬하미트 2세
압뒬하미트 2세(오스만 튀르크어: عبد الحميد ثانی, 튀르키예어: II. Abdülhamit, 1842년 9월 30일~1918년 2월 10일)는 이슬람의 99번째 칼리프이자 오스만 제국의 제34대 술탄이었다. 그는 오스만 제국을 효과적으로 통제하고 통치했던 마지막 술탄이었다.
그리고 그는 1909년 4월 30일 퇴위될 때까지 1876년 8월 31일부터 제국의 힘과 범위가 미치는 곳까지를 지배하고 감독했다. 하지만 청년 투르크 혁명 이후 자신의 미드하트 헌법을 부활시켜 대부분의 오스만 시민의 환영을 받았다. 그의 임기 동안에 그는 오스만 제국의 근대화를 담당했다.
압둘하미트 2세의 통치 기간 동안 오스만 제국은 1894년에서 1896년 사이에 아르메니아인과 아시리아인을 학살한 것으로 알려졌다. 수많은 암살 시도 중 가장 유명한 것은 1905년 아르메니아 혁명 연맹의 일디즈 암살 시도이다.

## 같이 보기
- 오스만 제국의 군주